# Niklas Lindkvist
Niklas Lindkvist, född 1 februari 1976 i Värnamo, är en svensk sångare och låtskrivare.
Första skivan spelades in och gavs ut 2000. Den följdes sedan upp av albumet ”Restless” 2003. Leadgitarrist på skivan var Carl Ekerstam som senare spelat med Lars Winnerbäck och Ola Magnell. Ekerstam spelar även leadgitarr på EP:n ”The Crows are talking” från 2005. Skivan ”Autumn Songs” spelades in 2004 under tiden då Niklas utbildade sig till lärare vid Växjö Universitet. 
Singeln "A song for you" släpptes på Spotify våren 2017. Hösten 2018 släpptes singeln ”Teach me Omaha” på Spotify och på andra musiknätverk.
Sveriges största pokerpodcast Syn! har använt låten ”Teach me Omaha” som introspår i sina program.

## Diskografi
- 2000 Niklas Lindkvist (Album)
- 2003 Restless (Album)
- 2004 Autumn Songs (Album)
- 2005 The crows are talking (EP)
- 2017 A song for you (Singel)
- 2018 Teach me Omaha (Singel)
- 2019 A big red hand (Singel)
- 2021 Fill This Room (Singel)
- 2023 A new life (Singel)
- 2024 Swing me with your axe (Album)